# Metrobank Center
Metrobank Center é um dos arranha-céus mais altos do mundo, com 318 metros (1,043ft). Situado na cidade de Taguig, Filipinas, foi concluído em 2017 com 66 andares.